# Дуэль (повесть Конрада)
«Дуэль» (англ. The Duel: A Military Tale) — повесть Джозефа Конрада, написанная в 1907 году; описывает многолетнюю дуэль между двумя французскими офицерами. События разворачиваются на фоне Наполеоновских войн и последующей Реставрации Бурбонов.

## Сюжет
Лейтенант д’Юбер прерывает светский визит лейтенанта Феро и сообщает ему, что командование в лице генерала велит отправиться под домашний арест из-за случившейся ранее дуэли, закончившейся смертью противника лейтенанта Феро. Феро решает, что его честь была оскорблена. Так как он не может вызвать генерала, он предлагает драться на дуэли лейтенанту д’Юберу. Хотя д’Юбер и не испытывает ни малейшего желания соглашаться на вызов, первая дуэль происходит тут же, в саду дома Феро. В результате д’Юбер ранит Феро. Д’Юбер не хочет распространяться о причинах дуэли из-за того, что находит повод глупым, вследствие чего событие обрастает слухами и перетолками.
Впоследствии офицеры продолжают свою дуэль при каждом удобном случае. Во второй раз ранен д’Юбер, в третий — оба. Д’Юбер продвигается по карьерной лестнице, что временно делает невозможным для Феро вызов противника на новый поединок, однако всякий раз через непродолжительное время их звания становятся равными, что позволяет продолжить дуэль. Их вражда прекращается только в то время, когда французская армия отступает в результате неудачного военного похода в Россию.
Во время реставрации Бурбонов д’Юбер из-за болезни не может принимать участия в возвращении Наполеона. В новой армии он получает генеральский чин. Феро в это время попадает в опалу, он выбран для показательного суда над наполеоновскими генералами. Однако д’Юберу удаётся спасти своего врага, лично попросив об этом Жозефа Фуше.
Д’Юбер собирается жениться, однако он не до конца уверен в чувствах своей будущей жены. Неожиданно он получает очередной вызов от Феро. Д’Юбер рассказывает о дуэли своему будущему тестю, который возмущён нравами современной молодёжи. Во время последней дуэли, имея возможность убить Феро, д’Юбер отказывается это сделать. Теперь жизнь Феро принадлежит ему. Вернувшись домой, д’Юбер застаёт свою невесту у себя дома, что в те времена для женщины было смелым и неоднозначным поступком. Теперь он уверен в её любви и испытывает к Феро чувство благодарности.

## История создания
Конрад начал писать повесть в конце 1906 года, а закончил её в апреле 1907 года. В повести отражён интерес Конрада к наполеоновской эпохе и фигуре самого Наполеона. За основу сюжета Конрад взял известную историю вражды двух реально существовавших офицеров наполеоновской армии, описанную ранее, по крайней мере, в 14 различных источниках. Скорее всего, Конрад взял за основу своего произведения опубликованный в 1853 году очерк французского писателя Альфреда Д’Аламбера. Также сюжет мог быть основан на истории конфликта Пьера-Антуана Дюпона де л’Этана и Франсуа Луи Фурнье-Сарловеза.
Первоначально Конрад планировал назвать повесть «Властители Европы: Военная история» (англ. The Masters of Europe: A Military Tale).

## Публикация
Конрад предполагал, что повесть будет быстро опубликована в одном из литературных журналов. Однако публикация повести затянулась до 1908 года, когда она была принята британским журналом «Pall Mall Magazine». В конце того же года повесть была опубликована в американском журнале «Forum» под названием «Дело чести» (англ. A Point of Honour). В 1920 году повесть была напечатана в составе авторского сборника повестей и рассказов «Набор из шести» (англ. A Set of Six).
На русском языке повесть издавалась в 1927 году в переводе М. Любимова. В 1947 году выпущена издательством Детгиз в новом переводе Марии Богословской.

## Восприятие
Изначально Конрад планировал написать рассказ, в котором бы отразилась наполеоновская эпоха, однако, по мнению критиков, в итоге повесть вышла далеко за рамки обычной исторической прозы. Некоторые ранние критики отмечали это как недостаток повести. Кроме того, отмечалась недостаточная психологическая глубина героев и банальность авторской трактовки героической темы. Более поздние критики, напротив, отмечали небанальность сюжета повести. Например, специалист по творчеству Конрада, Эдвард Спарроу, отмечает, что дуэль в повести совершенно «неортодоксальна». Она начинается не так, как положено, при этом д’Юбер является единственным человеком, не отмеченным безумием.
В повести прослеживается аналогия между Наполеоном, начавшим дуэль со всей Европой (первые строки повести), и двумя офицерами, ведущими свою безумную дуэль. Каору Ямамото отмечает, что дуэли главных героев следуют за важнейшими событиями наполеоновских войн. Он называет «Дуэль» историей о бесконечной реакции на вызовы других и ответственности.

## Экранизации
Повесть была экранизирована режиссёром Ридли Скоттом в 1977 под названием «Дуэлянты». В отличие от оригинала, в фильме Скотта гораздо больше внимания уделяется показу самих дуэлей. Кроме того, Скотт добавил ещё одну дуэль, которой не было в повести, происходящую во время русской кампании. Несмотря на успех фильма, некоторые критики отмечали, что Скотту не удалось в полной мере перенести на экран книгу Конрада.